# Midrešet Ben Gurion
Midrešet Ben Gurion (hebrejsky מִדְרֶשֶׁת בֶּן גּוּרְיוֹן, do angličtiny přepisováno Midreshet Ben Gurion, také známý jako Midrešet Sde Boker) je společná osada v jižním Izraeli. Nachází se nedaleko Sde Boker v Negevské poušti, na okraji útesu vádí Nachal Cin. Osada patří do správního území oblastní rady Ramat ha-Negev.

## Dějiny
Oficiálně byla obec založena roku 1965. Výstavba na tomto místě začala v roce 1962 a první obyvatelé se do Midrešet Ben Gurion nastěhovali o rok později. Zpočátku se jednalo o polní školu inspirovanou a vedenou vizí Davida Ben Guriona o rozkvětu židovské kultury v vyprahlém Negevu. Ben Gurion a jeho žena Paula jsou pohřbeni na útesu nad zdejším údolím.
Z vesnice se stalo vzdělávací centrum, které hostí Jacob Blausteinův institut pro výzkum pouště (součást Ben Gurionovy univerzity v Negevu) a Institut dědictví Ben Guriona (Ben Gurion Heritage Institute), který se zabývá studiem a šířením Ben Gurionových spisů a nabízí návštěvníkům multimediální program o Ben Gurionovi a jeho práci.

## Demografie
Obyvatelstvo osady je sekulární. Podle údajů z roku 2014 tvořili naprostou většinu obyvatel v Midrešet Ben Gurion Židé - cca 1600 osob (včetně statistické kategorie "ostatní", která zahrnuje nearabské obyvatele židovského původu ale bez formální příslušnosti k židovskému náboženství, cca 1700 osob).
Jde o menší obec vesnického typu s dlouhodobě rostoucí populací. K 31. prosinci 2014 zde žilo 1721 lidí. Během roku 2014 populace stoupla o 5,1 %.
| Rok            | 1972 | 1983 | 1995 | 2001 | 2003 | 2004 | 2005 | 2006 | 2007 | 2008 | 2009 | 2010 | 2011 | 2012 | 2013 | 2014 |
| -------------- | ---- | ---- | ---- | ---- | ---- | ---- | ---- | ---- | ---- | ---- | ---- | ---- | ---- | ---- | ---- | ---- |
| Počet obyvatel | 379  | 547  | 624  | 765  | 844  | 861  | 905  | 1027 | 1109 | 1193 | 1233 | 1300 | 1378 | 1515 | 1637 | 1721 |

## Galerie

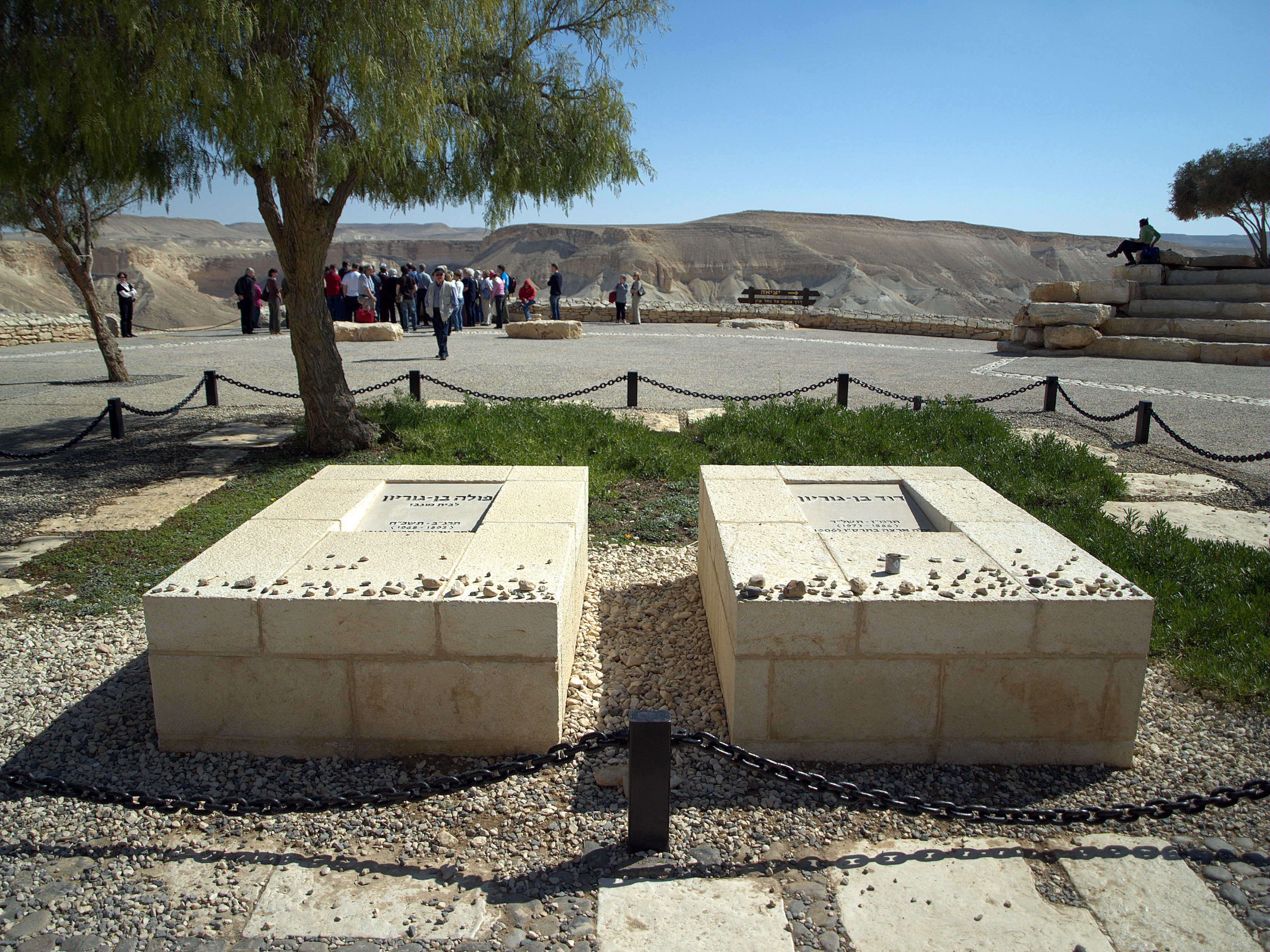
Hrob Davida a Pauly Ben Gurionových, v pozadí Nachal Cin
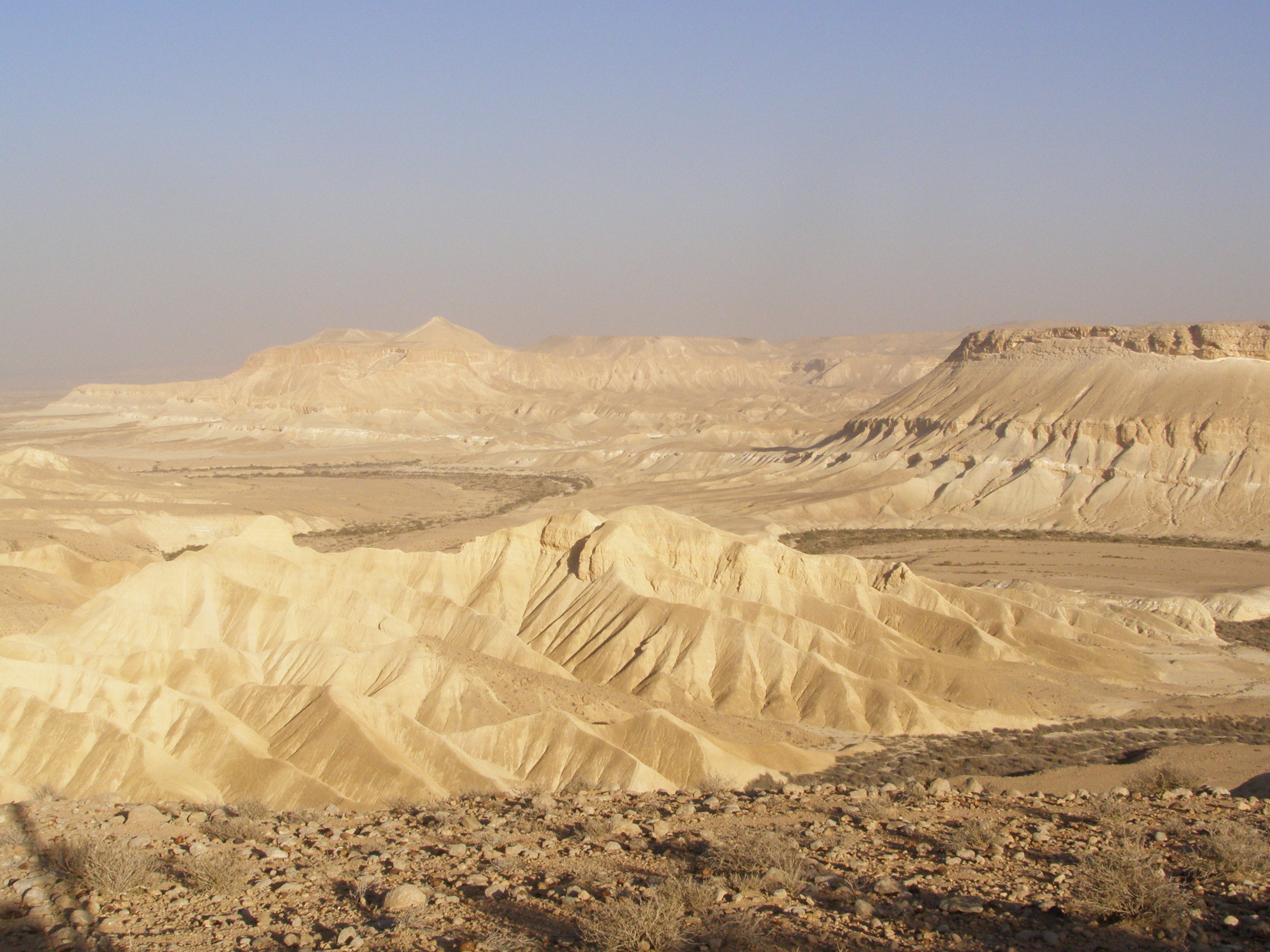
Výhled z osady na Nachal Cin
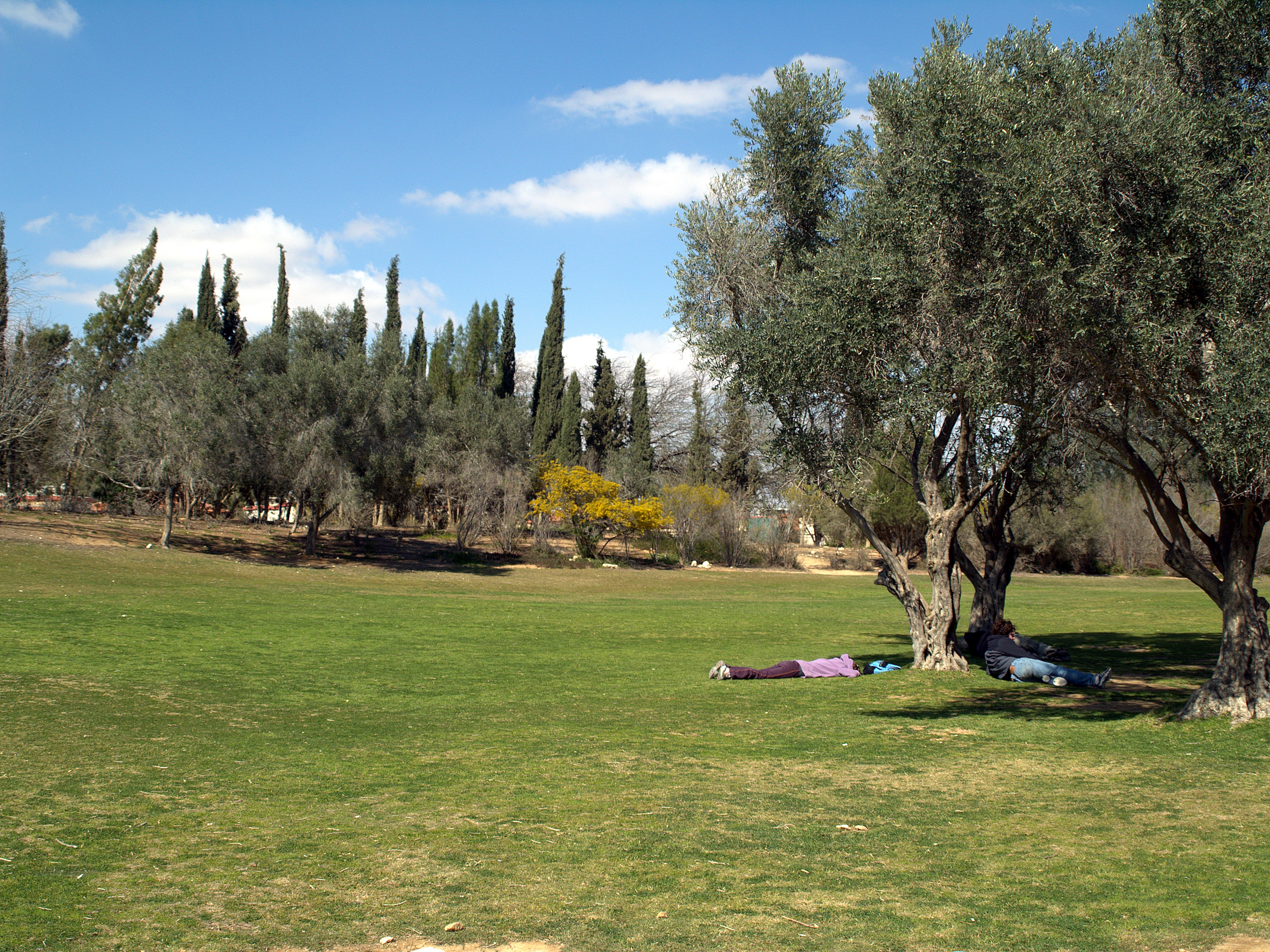
Park